# 봉산군
봉산군(鳳山郡)은 조선민주주의인민공화국의 황해북도 서쪽에 위치한 군이다.

## 지리
사리원시 동쪽에 있으며, 북쪽은 연탄군, 동쪽은 서흥군, 남쪽은 은파군과 린산군이다.
정방산맥이 지나는 북부와 남쪽 일부를 제외하면 중부는 평탄한 구릉과 평야로 이루어져 있다.

## 역사
| Daedongyeojido (Gyujanggak) 10-05.jpg | Daedongyeojido (Gyujanggak) 10-04.jpg |
| Daedongyeojido (Gyujanggak) 11-05.jpg | Daedongyeojido (Gyujanggak) 11-04.jpg |

- 해방전의 봉산군은 14개 면과 136개 리로 구성됐다.
- 1952년 12월 : 토성면, 만천면, 사인면, 구연면, 동선면, 산수면과 평천면의 6개 리, 문정면의 7개 리, 서흥군 목감면의 4개 리, 그리고 황주군 도치면의 성동리 일부와 상산리 일부를 합병해 봉산군(봉산읍, 25개 리)을 구성했다.
- 1973년 : 미곡리, 만금리, 어수로동자구가 사리원시에 편입되었다.
- 1982년 : 은파군 청룡리를 봉산군에 편입했다.
- 1989년 2월 : 서흥군의 삼천리, 수곡리, 은정리와 은파군의 묘송리를 편입했다.

## 산업
경작지가 군 면적의 30% 가량으로 비교적 넓은 편이다. 약초와 함께 배와 대추가 특산물이다. 양봉도 행해진다.

## 행정 구역
1읍(봉산읍(鳳山邑)), 1구(송정로동자구(松亭勞動者區)), 18리(가촌리(佳村里), 토성리(土城里), 지탑리(智塔里), 송산리(松山里), 독정리(獨亭里), 천덕리(天德里), 오봉리(五峯里), 류정리(柳亭里), 관정리(館亭里), 구연리(龜淵里), 청계리(淸溪里), 마산리(馬山里), 구읍리(舊邑里), 청룡리(靑龍里), 은정리(恩情里), 삼천리(三川里), 수곡리(水曲里), 묘송리(妙松里))가 현재 있다.

## 기타
기독교 단체인 남북나눔운동이 봉산군 천덕리에 농촌주택 건설을 지원하였다.

## 같이 보기
- 봉산탈춤